# Rebecca Peterson
Rebecca Peterson  (Stockholm, 1995. augusztus 6. –) svéd hivatásos teniszezőnő.
2011 óta vett részt ITF-tornákon, profi pályafutását 2013-ban kezdte, amelynek során két egyéni és egy páros WTA-, egy páros WTA 125K-, valamint 12 egyéni és hat páros ITF-tornagyőzelmet szerzett.
Legmagasabb világranglista helyezése egyéniben a 2019. október 21-én elért 43. helyezés, párosban a legjobbjaként 2022. december 5-én a 87. helyen állt.
A Grand Slam-tornákon egyéniben a legjobb eredménye a 2018-as US Openen elért 3. kör, párosban a negyeddöntőig jutott a 2022-es Australian Openen.
A svéd Fed-kupa-csapatnak 2014 óta tagja.

## WTA döntői

### Egyéni

#### Győzelmei (2)
| Összesítés           |                        |
| Grand Slam-torna (0) |                        |
| Tier I (0)           | Premier Mandatory* (0) |
| Tier II (0)          | Premier Five* (0)      |
| Tier III (0)         | Premier* (0)           |
| Tier IV (0)          | International* (2)     |
| Tier V (0)           | Challenger* (0)        |

* 2009-től megváltozott a tornák rendszere. Challenger tornákat 2012-től rendeznek.
 Az egymás mellett azonos színnel jelölt tornatípusok között nincs teljes mértékű megfelelés.
|    | Dátum                | Torna                        | Borítás | Ellenfél a döntőben | Döntő eredménye |
| 1. | 2019. szeptember 15. | Jiangxi Open, Nancsang, Kína | Kemény  | Jelena Ribakina     | 6–2, 6–0        |
| 2. | 2019. október 13.    | Tianjin Open, Tiencsin, Kína | Kemény  | Heather Watson      | 6–4, 6–4        |

### Páros

#### Győzelmei (1)
| Összesítés           |                        |
| Grand Slam-torna (0) |                        |
| Tier I (0)           | Premier Mandatory* (0) |
| Tier II (0)          | Premier Five* (0)      |
| Tier III (0)         | Premier* (0)           |
| Tier IV (0)          | International* (1)     |
| Tier V (0)           | Challenger* (0)        |

* 2009-től megváltozott a tornák rendszere. Challenger tornákat 2012-től rendeznek.
 Az egymás mellett azonos színnel jelölt tornatípusok között nincs teljes mértékű megfelelés.
|    | Dátum             | Torna                              | Borítás | Partner             | Ellenfél a döntőben               | Döntő eredménye |
| 1. | 2015. február 22. | Rio Open, Rio de Janeiro, Brazília | Salak   | Ysaline Bonaventure | Irina-Camelia Begu María Irigoyen | 3–0 feladták    |

## WTA 125K-döntői

### Egyéni

#### Elveszített döntői (1)
|    | Dátum             | Torna                                 | Borítás    | Ellenfél a döntőben | Döntő eredménye |
| 1. | 2022. december 4. | Crèdit Andorrà Open, Andorra la Vella | Kemény (f) | Alycia Parks        | 1–6, 4–6        |

### Páros

#### Győzelmei (1)
|    | Dátum            | Torna               | Borítás | Partner     | Ellenfél a döntőben                 | Döntő eredménye |
| 1. | 2022. július 10. | Nordea Open, Båstad | Salak   | Doi Miszaki | Mihaela Buzărnescu Irina Hromacsova | játék nélkül    |

#### Elveszített döntői (1)
|    | Dátum            | Torna                                                      | Borítás | Partner    | Ellenfél a döntőben       | Döntő eredménye     |
| 1. | 2018. január 27. | Oracle Challenger Series – Newport Beach, Egyesült Államok | Kemény  | Jamie Loeb | Doi Miszaki Jil Teichmann | 6–7(4), 6–1, [8–10] |

## ITF-döntői

### Egyéni: 17 (12–5)
| Díjazás              |
| -------------------- |
| $100,000 torna       |
| $75,000/80,000 torna |
| $50,000/60,000 torna |
| $25,000 torna        |
| $15,000 torna        |
| $10,000 torna        |

| Boritásonként |
| ------------- |
| Kemény (7–3)  |
| Salak (5–1)   |
| Fű (0–0)      |
| Szőnyeg (0–0) |

| Eredmény | Gy-V | Dátum              | Torna                              | Borítás    | Ellenfél                | Eredmény         |
| -------- | ---- | ------------------ | ---------------------------------- | ---------- | ----------------------- | ---------------- |
| Győztes  | 1–0  | 2013. május 19.    | ITF Båstad, Svédország             | Salak      | Zuzana Luknárová        | 6–3, 6–2         |
| Győztes  | 2–0  | 2013. október 27.  | ITF Stockholm, Svédország          | Kemény (f) | Tayisiya Morderger      | 7–6(2), 6–2      |
| Győztes  | 3–0  | 2013. november 3.  | ITF Stockholm, Svédország          | Kemény (f) | Zuzana Luknárová        | 6–7(4), 6–2, 6–4 |
| Győztes  | 4–0  | 2013. december 8.  | ITF Mérida, Mexikó                 | Kemény     | Indy de Vroome          | 7–5, 4–6, 6–3    |
| Győztes  | 5–0  | 2013. december 15. | ITF Mérida, Mexikó                 | Kemény     | Adriana Pérez           | 6–4, 6–0         |
| Döntős   | 5–1  | 2014. február 22.  | ITF Helsingborg, Svédország        | Kemény (f) | Jasmina Tinjić          | 1–6, 0–6         |
| Győztes  | 6–1  | 2014. október 26.  | ITF Perth, Ausztrália              | Kemény     | Hiroko Kuwata           | 6–3, 6–0         |
| Döntős   | 6–2  | 2014. november 2.  | ITF Margaret River, Ausztrália     | Kemény     | Tereza Mrdeža           | 3–6, 3–6         |
| Döntős   | 6–3  | 2015. május 31.    | ITF Maribor, Szlovénia             | Salak      | María Szákari           | 6–3, 2–6, 2–6    |
| Győztes  | 7–3  | 2015. június 20.   | ITF Ystad, Svédország              | Salak      | Mathilde Johansson      | 6–2, 6–1         |
| Győztes  | 8–3  | 2015. november 1.  | ITF Macon, Egyesült Államok        | Kemény     | Ana Tatisvili           | 6–3, 4–6, 6–1    |
| Győztes  | 9–3  | 2016. április 24.  | ITF Dothan, Egyesült Államok       | Salak      | Taylor Townsend         | 6–4, 6–2         |
| Győztes  | 10–3 | 2017. június 18.   | ITF Padua, Olaszország             | Salak      | Anasztaszija Vasziljeva | 5–7, 6–1, 6–4    |
| Győztes  | 11–3 | 2018. május 13.    | Cagnes-sur-Mer, Franciaország      | Salak      | Dajana Jasztremszka     | 6–4, 7–5         |
| Győztes  | 12–3 | 2021. október 17.  | Rancho Santa Fe, Egyesült Államok  | Kemény     | Elvina Kalieva          | 6–4, 6–0         |
| Döntős   | 12–4 | 2022. november 20. | Meitar Open, Meitar, Izrael        | Kemény     | Mirra Andrejeva         | 1–6, 4–6         |
| Döntős   | 12–5 | 2023. február 12.  | Orlando, Amerikai Egyesült Államok | Kemény     | Kimberly Birrell        | 3–6, 0–6         |

### Páros: 11 (6–5)
| Díjazás        |
| -------------- |
| $100,000 torna |
| $75,000 torna  |
| $50,000 torna  |
| $25,000 torna  |
| $15,000 torna  |
| $10,000 torna  |

| Finals by surface |
| ----------------- |
| Kemény (3–3)      |
| Salak (3–2)       |
| Fű (0–0)          |
| Szőnyeg (0–0)     |

| Eredmény | No. | Dátum               | Torna                              | Borítás | Partner             | Ellenfelek                                 | Eredmény         |
| -------- | --- | ------------------- | ---------------------------------- | ------- | ------------------- | ------------------------------------------ | ---------------- |
| Győztes  | 1–0 | 2013. március 31.   | ITF Sharm El Sheikh, Egyiptom      | Kemény  | Malin Ulvefeldt     | Alina Mihejeva Jillian O'Neill             | 6–3, 6–4         |
| Döntős   | 1–1 | 2013. május 19.     | ITF Båstad, Svédország             | Salak   | Malin Ulvefeldt     | Ellen Allgurin Beatrice Cedermark          | 3–6, 0–6         |
| Győztes  | 2–1 | 2013. június 2.     | ITF Ra'anana, Izrael               | Kemény  | Lee Or              | Saray Sterenbach Ekaterina Tour            | 6–1, 6–2         |
| Döntős   | 2–2 | 2013. december 8.   | ITF Mérida, Mexikó                 | Kemény  | Hilda Melander      | Hsu Chieh-yu María Irigoyen                | 4–6, 7–5, [6–10] |
| Döntős   | 2–3 | 2014. augusztus 3.  | ITF Bad Saulgau, Németország       | Salak   | Hilda Melander      | Diana Buzean Arabela Fernández Rabener     | 5–7, 3–6         |
| Győztes  | 3–3 | 2014. szeptember 7. | ITF Alphen aan den Rijn, Hollandia | Salak   | Eva Wacanno         | Richèl Hogenkamp Lesley Kerkhove           | 6–4, 6–4         |
| Győztes  | 4–3 | 2015. március 8.    | ITF Curitiba, Brazília             | Salak   | Ysaline Bonaventure | Beatriz García Vidagany Florencia Molinero | 4–6, 6–3, [10–5] |
| Győztes  | 5–3 | 2015. augusztus 9.  | ITF Plzeň, Csehország              | Salak   | Barbora Krejčíková  | Lenka Kunčíková Karolína Stuchlá           | 6–4, 6–3         |
| Döntős   | 5–4 | 2015. november 8.   | ITF Waco, Egyesült Államok         | Kemény  | Julia Glushko       | Nicole Gibbs Vania King                    | 4–6, 4–6         |
| Győztes  | 6–4 | 2015. november 15.  | ITF Scottsdale, Egyesült Államok   | Kemény  | Julia Glushko       | Viktorija Golubic Stephanie Vogt           | 4–6, 7–5, [10–6] |
| Döntős   | 6–5 | 2017. november 5.   | ITF Tyler, Egyesült Államok        | Kemény  | Jamie Loeb          | Jessica Pegula Taylor Townsend             | 4–6, 1–6         |

## Év végi világranglista-helyezései
| Év     | 2011  | 2012 | 2013 | 2014 | 2015 | 2016 | 2017 | 2018 | 2019 | 2020 | 2021 | 2022 | 2023  |
| Egyéni | 1209. | –    | 440. | 186. | 138. | 142. | 196. | 55.  | 43.  | 55.  | 86.  | 144. | 103.  |
| Páros  | –     | –    | 707. | 210. | 105. | 242. | 368. | 308. | 261. | 292. | 393. | 88.  | 1357. |